# Milchkönigin

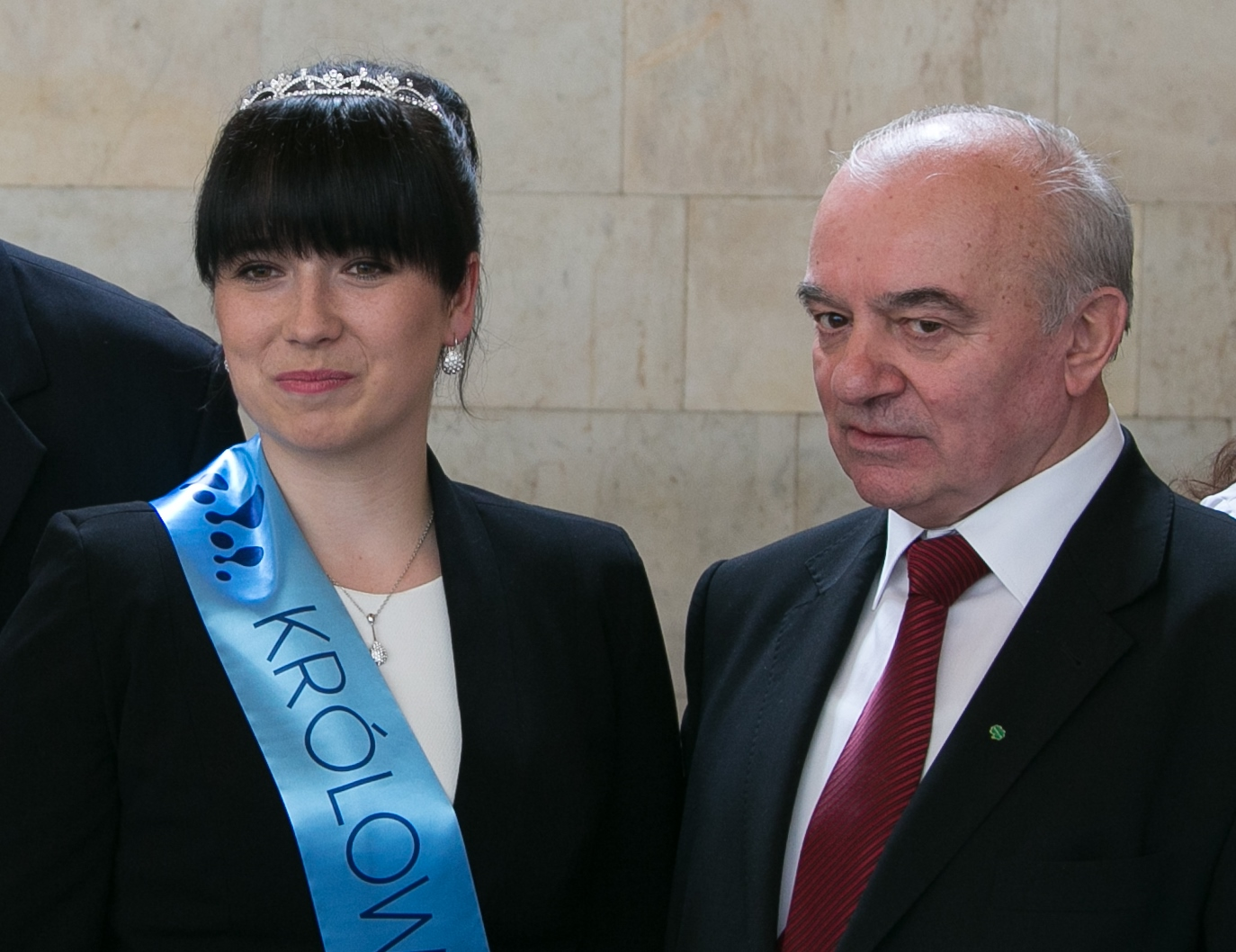
Die polnische Milchkönigin (Królowa Mleka) mit dem polnischen Landwirtschaftsminister Stanisław Kalemba im November 2013 auf der Mleko-Expo

Als Milchkönigin werden im deutschsprachigen Raum Vertreterinnen verschiedener Institutionen der Milchwirtschaft bezeichnet. Auch in anderen Ländern werden solche Repräsentantinnen der milcherzeugenden oder -verarbeitenden Wirtschaft regelmäßig gewählt. Mitunter werden sie auch als „Milchprinzessin“ oder „Käsekönigin“ betitelt. In der Marketinglehre wird die Funktion als Produktkönigin definiert; sie dient in diesem Falle der Vermarktung von regionalen oder nationalen Milchprodukten.

## Wahl und Funktion
Die Werbefigur der Milchkönigin wird meist von einer regionalen Institution der Milchwirtschaft initiiert, finanziert und organisiert. Die jeweiligen „Amtsträgerinnen“ werden für ein oder zwei Jahre gewählt. Der Wahlvorgang ist je nach Trägerorganisation unterschiedlich geregelt. In der Regel wird nach einem öffentlichen Bewerbungsaufruf von einer vom Organisator bestimmten Jury die zukünftige Milchkönigin gekürt. Manchmal erhält die Königin eine Assistentin in Form einer stellvertretenden Königin oder Prinzessin (z. B. in Bayern und Sachsen) an ihre Seite. Als Voraussetzung wird von den Kandidatinnen ein charmantes und sicheres Auftreten sowie Grundkenntnisse in und Interesse an der Milchwirtschaft erwartet. Eine Vergütung wird der nebenberuflich tätigen Milchkönigin meist nicht gewährt; Reisekosten, Kleidung und eine Aufwandsentschädigung werden aber vom Träger übernommen. Einige Organisatoren loben auch Wettbewerbsprämien aus.
Die Milchkönigin fungiert zwar als Botschafterin und Sympathieträgerin für Milch- und Käseprodukte im Allgemeinen; konkret repräsentiert sie aber meist regionale Institutionen, Hersteller und Produkte. Die Milchkönigin tritt dazu bei Fachevents (Business-to-Business: Fachmessen, Kongresse, Weiterbildungen) sowie Publikumsveranstaltungen (Business-to-Consumer: Verbrauchermessen und -ausstellungen, Volksfeste, Verkostungen) auf. Sie ist an Pressekonferenzen beteiligt, steht für Interviews und Homestories zur Verfügung und nimmt an offiziellen Empfängen der Branche teil. Manchmal wird sie auch im Ausland eingesetzt. Je nach Träger, kann sie auch zu Werbeveranstaltungen der Industrie (wie Handelsaktionen) gebucht werden.
Milchköniginnen werden auch gerne bei Veranstaltungen oder Kampagnen (vor allem in Schulen) zu gesunder Ernährung eingesetzt.

## Geschichte und Trivia
Erstmals wurde im Jahr 1985 die Bayerische Milchkönigin gewählt. Das Amt der Hessischen Milchkönigin wurde im Jahr 2000 ins Leben gerufen. Erst seit 2010 existiert die Rheinland-Pfälzische Milchkönigin. Die jüngste Milchkönigin im deutschsprachigen Raum ist die aus Niederösterreich; ihre Wahl wurde erstmals im Jahr 2012 veranstaltet.
Im März 2013 wurde bekannt, dass die ehemalige Bayerische Milchkönigin, Julia Wegmann, für die CSU Oberpfalz zur Landtagswahl 2013 (Listenplatz 3) antritt. Am 1. Juni 2013 überreichte die Brandenburger Milchkönigin, Saskia Storm, anlässlich des „Tages der Milch“ den 620 Abgeordneten des Bundestages je ein Glas Milch im Rahmen einer Aktion des Deutschen Bauernverbandes.

## Milchköniginnen im deutschsprachigen Raum

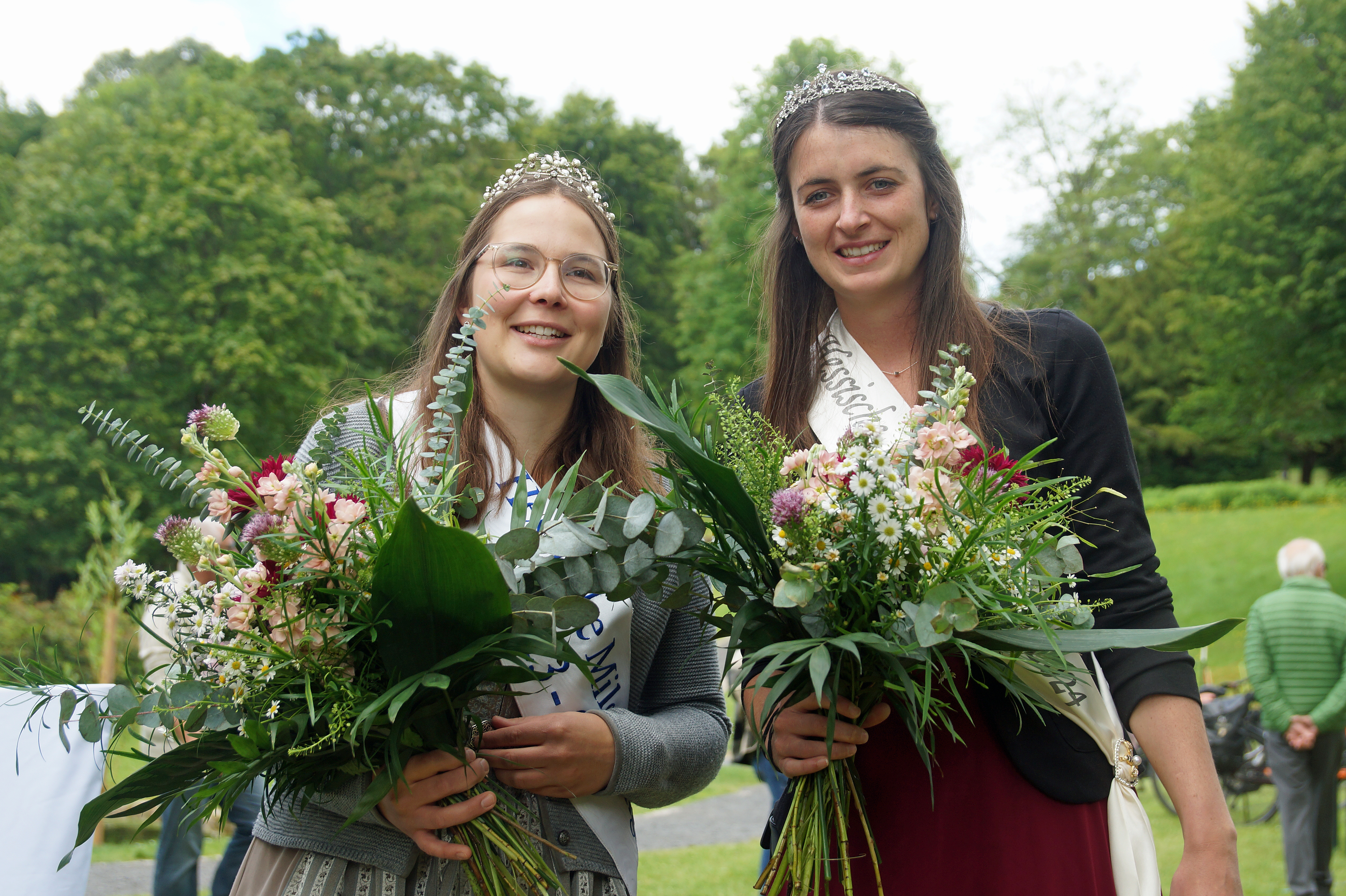
Die hessische Milchkönigin 2024 gemeinsam mit der hessischen Honigprinzessin beim Milch- und Honigmarkt in Gersfeld

- Bayerische Milchkönigin (Verband der Milcherzeuger Bayern e.V., milch.bayern e.V.)
- Brandenburger Milchkönigin[6] (Landwirtschaftsmesse BraLa; MAFZ Märkisches Ausstellungs- und Freizeitzentrum Paaren)
- Dreisamtäler Milchkönigin[7] (Gemeindeverwaltung Stegen)
- Hessische Milchkönigin[8] (Landesvereinigung Milch Hessen e.V.)
- Niederösterreichische Milchkönigin[9] (Landwirtschaftskammer Niederösterreich)
- Oberösterreichische Milchkönigin[10] (Landwirtschaftskammer Oberösterreich)
- Sächsische Milchkönigin[11] (Sächsischer Landesbauernverband e.V.)
- Rheinland-Pfälzische Milchkönigin[12] (Milchwirtschaftliche Arbeitsgemeinschaft Rheinland-Pfalz e.V.)
- Thüringer Milchkönigin[13] (Landesvereinigung Thüringer Milch e.V.)

Eine Sonderstellung hat die DMK-Milchkönigin (vormals Nordmilch-Milchkönigin), die landes- und verbandsunabhängig den größten Milchverarbeiter Deutschlands, das Deutsche Milchkontor, repräsentiert.

## Internationale „Milchhoheiten“

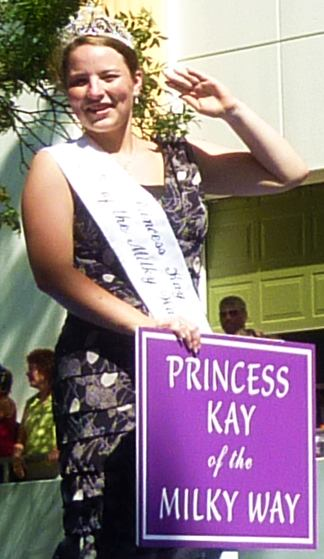
Katie Miron, Princess Kay of the Milky Way nach ihrer Wahl auf der Minnesota State Fair im Jahr 2010

Norma Garrett aus Harvard wurde 1945 zur ersten Harvard Milk Day Queen gekürt. Die American Dairy Association begann ihr nationales Dairy Princess-Programm 1955; es wurde 1971 eingestellt. Ruth Marie Peterson wurde als erste Prinzessin gewählt. Mitte der 1950er Jahre wurde in England und Wales eine National Dairy Queen initiiert. Diese Königin wurde aus 15 regionalen Prinzessinnen ausgewählt, zu deren jährlichen Wahlen bis zu 6000 Bewerbungen eingingen. Die „Krönung“ fand anlässlich des Sommerballs der britischen Milchindustrie in London (im Grosvenor House oder in der Guildhall) statt und wurde von Persönlichkeiten des öffentlichen Lebens (wie John Russell, 13. Duke of Bedford) vollzogen. In Argentinien wird auf verschiedenen Veranstaltungen eine La Reina de la Leche (Königin der Milch) gewählt; hier steht allerdings das Aussehen der Kandidatinnen im Vordergrund. In Polen wurde 2013 erstmals die Wahl einer Królowa Mleka initiiert.
In den Vereinigten Staaten ist die Wahl regionaler „Dairy Princesses“ seit Jahrzehnten populär. So gibt es jeweils Dutzende County-Prinzessinnen, die um die Krone als State-Prinzessin antreten, wie etwa bei den Wahlen zur Indiana Dairy Princess, Maryland Dairy Princess, New York Dairy Princess, North Dakota Dairy Princess, Pennsylvania State Dairy Princess oder der Virginia Dairy Princess. Die Gewinnerin des Minnesota Dairy Princess Programs, die jährlich aus rund 100 County-Prinzessinnen des Staates Minnesota ausgewählt wird, trägt seit 1954 den Titel Princess Kay of the Milky Way. Seit 1965 wird die Büste der Prinzessin aus einem rund 40 Kilogramm schweren Butterblock nachgebildet. In Kanada wurde in den 1960er Jahren die Canadian Dairy Princess unter den Prinzessinnen der Provinzen Ontario, Québec, New Brunswick und Alberta ausgewählt.
In der Schweiz wird für eine Amtsperiode von drei Jahren eine Milchprinzessin gewählt. Die Wahl findet anlässlich der Zürcher Junior Expo in Fehraltorf statt und wird von der SMP (Schweizer Milchproduzenten) unterstützt. Im deutschsprachigen Raum gibt es auch „Käseköniginnen“. So wird seit dem Jahr 2002 eine Allgäuer Käsekönigin gewählt. Es gibt auch eine Gailtaler Käsekönigin. Eine 1995 von der zwischenzeitlich liquidierten Centralen Marketing-Gesellschaft der deutschen Agrarwirtschaft gekürte Deutsche Käsekönigin existiert dagegen nicht mehr.